# 娜斯
娜斯（20世纪—），原名娜日斯（达斡尔语松树的意思）。专栏作家，自由撰稿人。她的文章主要关于对美国文化特别是纽约文化的观察，受其父母影响，对法国文化也有涉猎。主要表现为对电影电视的观感，书评，食评，游记。由于她独特的经历和多元化的背景，她对于东西方文化差异、城市生活的观察与点评尤为独到。文章主要发表在《三联生活周刊》，《书城》，《读书》，《万象》等刊物上，结集出书出版的有《纽约明信片》，《东看西看》和《想像舞蹈的马格丽特》。

## 经历
娜斯出生于北京。父亲是达斡尔族；母亲张暖忻是满族和汉族混血，已故电影导演。
她就读于北京大学计算机系和中文系，1987年获得文学学士学位。1990年赴美，获爱荷华大学东亚研究硕士学位，后两年进入艺术设计系研究生院就读。
1992年起作品开始出现在美国华文刊物《今天》、《世界日报》、《国风》上。 1994年起居住纽约，先后在职广告公司，电讯公司，互联网公司任职。1996年起任《三联生活周刊》驻纽约记者，并在其开设《纽约明信片》专栏，结集于2001年出版。2001年后开设新专栏《东看西看》，于2003年结集出版。她的作品还发表在《书城》，《读书》，《万象》等刊物上。在其他报刊杂志上发表的文章，结集为《想像舞蹈的马格丽特》出版。
娜斯现居北京。

## 主要作品
- 2001年 《纽约明信片》
- 2003年 《东看西看》
- 2005年 《想像舞蹈的马格丽特》